# Borovo gostüvanje
Borovo gostüvanje (Borovo ženitovanje) je pustna prireditev, do katere »služenja« imajo pravico vaščani v Prekmurju tam, kjer se v predpustnem času v vasi ni nihče poročil.

## Borovo gostüvanje ali poroka z borom
Če se v predpustnem času (od sv. Treh kraljev do pustnega torka) ali ženitbenih dneh (od božiča do pepelnice) ni nihče v vasi poročil, imajo vaščani v Prekmurju pravico do »služenja« borovega gostüvanja. Ta čas je bil namreč v preteklosti na kmečkem podeželju najprimernejši za sklepanje zakonskih zvez in veseljačenja ob tem.
Splošno mnenje je, da se borova gostüvanja prirejajo zlasti v evangeličanskih vaseh, kjer je malo mladine in so poroke zato redke. V katoliških vaseh se je borovim gostüvanjem upirala duhovščina, z utemeljitvijo, da se preveč norčujejo iz verskih obredov. Najdemo ga le v dveh pokrajinah Prekmurja, to je na Goričkem in Ravenskem (okolica Tišine), pogosteje na Goričkem. Danes sta dva odločilna momenta borovega gostüvanja kot turistične prireditve oz. spektakla: številčnost ljudi v posameznih vaseh, sodelovanje večine v vasi in složnost vaščanov. Se pa tudi dogaja, da majhne vasi priredijo borovo gostüvanje kljub premajhnemu številu domačinov (skupni interes jim je zaslužek in složnost vasi) in si vaščane oz. sodelujoče like sposodijo v sosednji vasi. V Šulincih je leta 2003 sodelovalo okrog 300 ljudi v borovem gostüvanju.
Težko je določiti pravi izvor, starost in tipične značilnosti, iste za vsako borovo gostüvanje, saj se je pojav, ki postaja turistična prireditev, skozi čas in v prostoru spreminjal in odzival na socialne in družbene razmere, vidno v dodajanju novih likov, oblačilnega videza, besedilih (predvsem dodajanju aktualnih političnih osebnosti). V današnjem Porabju že je leta 1904 bilo borovo gostüvanje, in sicer v Andovcih. Leta 1909 je bilo v Slovenski vesi, pri Monoštru. V prekmurski pokrajini je borovo gostüvanje prvič izvedeno v Puconcih, leta 1921, ko ga je z avstrijske Štajerske prinesel znani borov pop Franc Bükvič. Leta 1882 je vleko ploha videl v Halbenreinu. Tako je bilo po nasvetih Franca Bükviča in starih 
domačinov leta 1921 izvedeno borovo gostüvanje v Puconcih. Vendar ustna izročila iz Velikih Moravec, Skakovec, Puževec, Krajine in Gederovec Borisu Kuharju povedo, da so imeli, sicer redka, borova gostüvanja v Prekmurju že pred prvo sv. vojno in celo v 19. stoletju.
Od leta 1921 do 2004 je bilo zabeleženih okrog 139 borovih gostüvanj v Prekmurju, deset borovih gostüvanj je bilo leta 1955.
Podrti bor vlečejo mlada dekleta in fantje iz gozda do gasilskega doma oz. mesta, kjer se odvija veselica, simbolni pomen vleke pa je javno sramotenje neporočene mladine, ki si ni uspela najti: dekleta moža, fantje žene. Pri tem simbolnem obredu gre za nagajivo opominjanje skupnosti, ki hoče spolno še neproduktivnim na zavit način povedati tisto, česar zaradi tabuiziranja ne more povedati naravnost. Gre za poroko z borom, množično prireditev, kjer sodeluje cela vas in je hkrati spektakularna oblika ljudske igre s pripravljenimi besedili in natančno določenimi vlogami likov. Če izhajamo iz dejstva, da se borovo gostüvanje zgodi v primeru, ko se v vasi nihče ni poročil, potem bi bil bor lahko ali sneja ali mladoženec. Kar nekaj argumentov govori v prid temu, da je bor mladoženec:
Preprost argument, ki ga zagovarja Marta Sever, odlična poznavalka borovega gostüvanja v Šalamencih, je, da je bor kot samostalnik moškega spola in se zatorej nevesti išče ženina.
Borovo gostüvanje izhaja iz običaja vleke ploha, le da v bolj obširni in organizirani obliki in lahko govorimo o nadgradnji prvotne vleke ploha. Tam gre za sramotenje deklet, ki si niso našle ženina in s poroko zagotovile reproduktivnost družine oz. vaške skupnosti. Manj gre za sramotenje fantov, ki si prav tako niso zagotovili potomstva! Ker gre pri vleki ploha za čaranje rodovitnosti in plodnostno magijo, hlod – bor po svoji zunanji obliki predstavlja moški falus. Posledično in logično se nam torej vsiljuje mnenje, da se mladoženec zatorej ne bo poročal z moškim falusom, ampak bodo snejo poročili z moškim falusom!
Slavko Ciglenečki povezuje Kibelin mit z borovim gostüvanjem: »Ko se je Kibela zaljubila v Atisa in ji je postal nezvest, ga je kaznovala z blaznostjo, v kateri se je pod borovim drevesom kastriral in umrl. Ker je kasneje svoje dejanje obžalovala, je Zeus Atisovo truplo spremenil v zimzeleno borovo drevo, kasneje je bil znova rojen in združen s Kibelo.« Kibela kot ženska in boginja, ter Atis kot bog in moški (bor) sta bila združena v ponoven začetek življenja.
Zelo pomembno je, da organizatorji že vnaprej določijo spol debla (smreka je ženska in bor je moški), saj se na to primerno potem navezujejo vsi govori in »zdavanje« na koncu.
Vaščani imajo, ker se v predpustnem času ni nihče poročil, tako možnost zaslužiti denar za potrebe vasi: gradnja in popravilo gasilsko-vaških domov, nakup gasilske opreme, gradnja infrastrukture, mrliške vežice, ... Borovo gostüvanje sta volja in interes vaščanov. Najprej glavni organizator, največkrat je to v preteklosti bilo gasilsko društvo, vaški odbori, danes tudi ostala društva, npr. turistična, skliče sestanek vseh občanov, na katerem sklenejo, da bodo prireditev izpeljali in določili, za kaj bodo izkupiček porabili. Organizacijski odbor se oblikuje dva do tri mesece pred prireditvijo. V tem času, ko potekajo priprave na borovo gostüvanje, se nekajkrat zberejo ženske in izdelujejo barvne rože iz krep papirja kot okrasje likom na vabljenju in na prireditvi in za okrasitev voza. Zbiranje prostovoljnih prispevkov za borovo gostüvanje po sosednjih vaseh se začne navadno mesec dni pred prireditvijo, danes samo ob sobotah in nedeljah. Glavni namen vabovcev poleg zbiranja prostovoljnih prispevkov je vabljenje na borovo gostüvanje. Oblikuje se več skupin po pet (tri ženske in dva moška, v Moščancih) do šest (tri ženske, trije moški, v Šalamencih) ljudi. Vsem, tako moškim in ženskam, ki hodijo vabit na borovo gostüvanje, pravijo pozvačini. Vabit hodi organizirano cela vas.
V pustni prireditvi se prepletajo običaji in šege prave poroke in pusta, gre za »pustno poroko«. Nastopajoči liki se delijo v dve glavni skupini: svatba in fašenki:
| Svatba      | Ostale aktivne osebe              | Fašenki                    | Fašenki               |
| ne služijo  |                                   | služijo                    | ne služijo            |
| ----------- | --------------------------------- | -------------------------- | --------------------- |
| sneja,      | posamezni muzikantje ali ansambel | Obrtniki: frizerke         | pop ali farar         |
| mladoženec, | oz. muzika;                       | fotograf, rešetar,         | merilci               |
| oče,        | voditelj ali povezovalec;         | kopinar, žlajfar,          | cestar                |
| mati,       | delilke peciva,                   | marelaš, roraš, čistilec   | koula majster         |
| starešina,  | ženska z južino za sekače;        | čevljev, »mate pa ne       | bohoc                 |
| starešica,  |                                   | date«, bosnjak, ponvar     | Fašenek               |
| posvatbice, | gostinska strežba;                | ali drotaš, poštaš;        | Gozdni liki: vile (te |
| drüžbani,   | redarstvo;                        | Medicina:doktor,           | služijo!) z lovcem in |
| pozvačin,   | organizacijski odbor              | medicinske sestre;         | muzikantom,           |
| turbaš,     |                                   | Ciganice: ciganica z       | comprnice, vrag,      |
|             | vabovci: pozvačini, ciganice,     | medvedom, šlogarce,        | sekači, logar, palčki |
|             | harmonikaš.                       | lopov                      | z varuhinjami,        |
|             |                                   | Sodnija: sodnik, delavec   | perice,               |
|             |                                   | zapora, fiškališ, policaji | dama                  |
|             |                                   | ali žandari (ne služijo!)  |                       |
|             |                                   | mežnar, cemešter;          |                       |
|             |                                   | novi liki                  |                       |

Služiti pomeni, da lahko fašenki za svoje usluge npr. frizerke dobijo od obiskovalcev plačilo - denar.

#### Svatba
Svatba se razlikuje od ostalih fašenskih likov po tem, da ne služi denarja in vloge njenih likov so predstavljati pravo svatbo oz. pustno svatbo, to je poroko z borom. Imajo nalogo paziti snejo do sekanja bora, da je ne ukradejo in borov vrijek, da ga ne zlomijo. Liki svatbe nosijo šopke na prsih.
Sneja, borova sneja: predstavlja nevesto, po izročilu bi morala biti najstarejše neporočeno dekle v vasi. Na prireditvi igra snejo, mi prosimo takšo, ka ma volo, ni to resnično prava najstarejša neporočena, vseeno pa je to malo starejša, ki nekaj ve. Oblečena je v belo obleko, s pajčolanom in vencem na glavi, šopkom v roki in šopkom na prsih. Navadno ima preko ogrnjen zimski plašč, je zima bila, pa precej hladno, snega je bilou, pa si se mogo primerno obleči, imela je daljši kaput, ka ji nej mrzlo bilou. Snejo radi sosednje fantje ukradejo. V Šalamencih predstavlja sneja hčerko, ki ji iščejo v gozdu ženina, to je bora in nekaj malega v igranem delu pred gasilskim domom tudi zaigra. Zato bi morala po mnenju Marte Sever iti v gozd brez spremstva mladoženca, ki bi moral pristopiti šele v gozdu, če ima vlogo govoriti v imenu bora kot mladoženca ali pa šele pri zdavanju. Kot piše Boris Kuhar, sneja pri borovem gostüvanju govori v imenu neveste-bora ali smreke.
Mladoženec: Tudi zanj velja, da je bil najstarejši neporočen fant v vasi. Čeprav to ni bilo glavno, pomembno je bilo, da je privolil v to vlogo. Njegova vloga je pasivna, na koncu pred gasilskim domom ali med potjo iz gozda odgovarja ciganici, ki ga obdolži očetovstva, hkrati pa, ko hodi v sprevodu s snejo ima nalogo, da jo pazi pred ugrabitvijo. Samo zato, ka so napadalni lidje bili, smo rekli, naj ide mladoženec zraven, ka jo je držal, varoval. Oblečen je v svatovsko obleko: praznični suknjič, hlače, na prsih ima šopek, v novejšem času brez klobuka.
Oče in mati: V Šalamencih in Moščancih sta starša sneje in ji iščeta po gozdu mladoženca – bora, jo pazita pred ugrabitvijo in se pogajata za dediščino. Napravila san velki smeh, norije smo gučali, sneje ne dan, sen gučala, zato ka jes sen trpela žnof: če san bole jokala, bole je poukala, če san bole rašala, bole je prašala. Tak smo se pogajali, z norostjo. Dva para staršev sta tam, kjer je veliko nastopajočih oz. tam, kjer se bojijo nevarnosti ugrabitve. Edino starši (in logar pa lastnik gozda) vedo, kateri bor se bo sekal, drugi ne smejo vedeti. Oblečena sta praznično, svatovsko s šopkom na prsih, oče nosi slamnik, palico in pipo, brado iz lanenega prediva, oblečen je v platnene bele hlače z modrim moškim predpasnikom. Platnena bela nošnja očeta je novejšega izvora, in tako kot nošnja pozvačina, verjetno tudi vpliv Dólinskega, saj npr. leta 1931 v Šalamencih borov oče ni imel bele nošnje, ampak praznično: temnejšo suknjo, hlače, klobuk. Za Borisa Kuharja se borov oče in borova mati pogajata za nevesto-bor.
St(a)r(e)šina in st(a)r(e)šica: oblečena sta praznično, svetešnje, na desni strani imata na prsih šopke, dva para sta bila tam, kjer je bilo veliko nastopajočih. Njuna vloga je paziti na snejo, se pogajati za njo, staršica nosi v rokah torto iz lesa ali koruzne moke okrašeno in oblito s sladkorjem, čeprav leta 1931 v Šalamencih ni imela torte. Staršina je večkrat vodja prireditve.
Posvalbice in drüžbani: Imajo nalogo paziti snejo, vlečejo bor, drüžbani pazijo tudi posvalbice. Posvalbice so v novejšem času oblečene v roza obleke, prej so bile verjetno v svetlejše ali bele obleke, v laseh imajo rože ali vence, v rokah prav tako večje šopke. Oboji imajo šopke na prsih na levi strani, od 5-8 parov, odvisno od števila mladine. Drüžbani so oblečene v temnejšo, praznično obleko, brez klobukov, s kravatami. V Šalovcih leta 1964 so imeli drüžbani na klobukih belo rdeče trakove iz papirja. Posvalbice danes hodijo skupaj z drüžbani, v starejših borovih gostüvanjih pa so spremljale popa v gozd in prepevale ženitovanjske pesmi.
Pozvačin, zvačin: obleka pozvačina na borovem gostüvanju na Goričkem je poenostavljena, ni tako bogata in pisana kot obleka pozvačina na Dólinskem in Ravenskem. Gre za ženitovanjski lik pozvačina, vzet iz dolinskega dela Prekmurja, prenesen v borovo gostüvanje. Ker ga kot pozvačina na pravi svatbi Goričko ne pozna, namesto njega je v podobni vlogi drüžban, tudi izgublja na pisanosti noše in dodatnih rekvizitih, nepogrešljivih za pravega pozvačina. Na prireditvi je pozvačin kot figura z visokim klobukom, podoben bole markovškemu. Na borovem gostüvanju sta dva, z visoko kapo iz tršega papirja, okrašeno z barvnimi trakovi, preko ramen in prsi ima ožjo platneno brisačo ali vezen prt, preko ramen čutaro, pijačo je daval, trobento, trompeto, v rokah ima okrašeno sekiro oz. ježevko. Nekateri pozvačini imajo okrašeno palico z zvončki. Na borovem gostüvanju kot pozvačin – vabovec nima vloge, pazi pa na snejo pred ugrabitvijo in na borov vrh, vrijek. Pozvač, zvač v Šulincih leta 2003 je vodil povorko in imel hecne, neresne govore na borovem gostüvanju, odgovarjal je logarjem pred gozdom, nosil je s trakovi opleten klobuk, navadno palico in torbo na ramenih.
Turbaš: vodi pustni sprevod v gozd in ima pravzaprav podobno vlogo kot na pravi svatbi. Oblečen je praznično: temen suknjič, bela srajca, temne hlače, pisane trake in bel predpasnik, šürc , v rokah nosi vrtanek in culico ali ceker z vinom, to mora iz gozda tudi prinesti in paziti, da mu ne ukradejo vrtanka, pazi pa tudi na snejo. Ponekod naj bi bil turbaš, kurtaš tisti, ki ve, kateri bor se bo podiral, tudi pomaga usmerjati vleko bora.

#### Fašenki
Maske spadajo v celo borovo gostüvanje, več norosti, več pejnezov, vsaki je skasiral. Glavna naloga fašenkov je služenje denarja na poti v gozd, največ pa v gozdu. Liki, ki služijo, so: vsi obrtniki, medicinci, ciganice, sodnija, poklicni lopov, sodnija in vile, ki za svoje opravljeno delo »zahtevajo« denar. Pop ima posebno vlogo, gozdni liki in bohoc imajo nalogo varovati snejo in borov vrijek, merilci in cestarja vodijo sprevod v gozd, sekači in logar pa izberejo bor in ga posekajo. Med starejše in danes izginule obrtnike spadajo rešetar (prodaja lesene izdelke, rešeta), kupinar ali pütar (prodajalec jajc in piščancev), žlajfar (brusi nože na brusilnem kamnu), marelaš (popravlja dežnike), »mate pa ne date« (siromak, berač), čistilec čevljev, bosnjak. Starejši liki borovega gostüvanja so še: fotograf, cemešter (cerkovnik, ki s puščico pobira denar in popu nosi knjigo), ciganice, lopov, ponvar ali drotaš, poštaš (poštar), sodnija (sodi tatovom in obiskovalcem), žandarji ali policaji (lovijo tatove in nepridiprave), merilci in cestar (merijo cesto in vodijo do gozda), koula majster (vodi vleko bora), roraš (dimnikar po strehah ometa dimnike in s sajami maže obiskovalce, posebej ženske), bohoc, Fašenek.
Pop ali farar: Najbolj znani pop je Franc Bükvič, ki je tudi sam začel sestavljati besedila. So mene zbrali za popa in sem študiral, kak bi tou mogel predgati. Mislil sem si, da pop pravi v imenu Boga, jaz pa štora. Boris Kuhar ga ima za enega izmed najpomembnejših likov borovega gostüvanje. Predvidevam da zato, ker je sam Bükvič pisal besedila za vlogo popa. V protestantskih vaseh so imeli farafja, v katoliških popa, v novejšem času pa oba, ka se poudari ekumenizem, ka naj nede zamere ali pa pop in farar v eni osebi, polovico oblečen v evangeličanskega, polovico pa v katoliškega duhovnika. Vozil se je na lesenem vozu, vpreženim v kravo in okrašenem z zelenjem ali trnjem, da ga težje okradejo, v novejšem času ima prižnico na traktorski prikolici ali narejeno v gozdu. V gozdu pridiga neporočenim norosti, vse na hec govori, ko naložijo bor na voz, potem še na poti trikrat okliče, ozava in na koncu poroči, zdava snejo in mladoženca. Oblečen je v črno haljo, na glavi ima kapo s storži, okrog vratu vijoličasto ruto, na ramenih stenski prt v roki ima knjigo, moral pa je tudi paziti, da mu ne okradejo rekvizitov.
Bohoc je pisano oblečen pajac s svinjskimi, ponekod pobarvanimi, mehurji, ki predstavlja nekakšnega Pavliha, zabavljača, Pusta. Hkrati pa pazi na snejo bor tako, da z mehurji, zavezanimi na prstih, udarja po glavah napadalcev. Slovenski Porabci so poznali na pravi svatbi starejšega svata, imenovanega boboc (madž. bohoc), ki pomeni šemo, šaljivca. Našemili so ga s trakovi, oblekli v staro obleko, na glavo so mu dali visok klobuk, iz cunj so mu naredili rep in ga zvezali z verigami. Pri ravenskih in dolinskih Prekmurcih uganja burke v svatovskih sprevodih pozvačin, ki je bolj našemljen kot v porabskih vaseh.
Bosnjak , bošnjak prodaja drobno, ceneno okrasje oz. nakit, razstavljenega v odprti škatli obešeno okoli vratu. Nima posebne nošnje, leta 1931 pa na fotografiji opazimo, da imata bosnajaka na glavi nenavadno čepico, podobno muslimanski moški čepici, nenavadni za Prekmurje in krščansko kulturo. Ta lik se v borovih gostüvanjih v Šalamencih ni pojavljal, razen leta 1931, ker naj bi predstavljal neke vrste neprijetnega občutka, saj so visoko noseči ženski zaničljivo rekli bosnjak, ki, podobno kot nosečnica, nosi spredaj škatlo (enakost z debelim trebuhom) in prodaja manjše okrasne predmete. Prav tako tega lika ne omenjata v svojih raziskavah Boris Kuhar in Ernő Eperjessy. Leta 1996 je imela ženska, oblečena v bosnjaka, napis gostüvanska bouta (op. svatovska trgovina).
Ciganice imajo nalogo čim več zaslužiti. To so vedeževalke, šlogarice, ciganica z otrokom, ki podtika moškim obiskovalcem očetovstvo in služi, ciganica z medvedom, ciganice z moko v vrečki, ki jo posipajo po obiskovalcih in služijo denar tako, da pokličejo policaje in obsodijo obiskovalca, da ji je hotel ukrasti moko. Največ so zaslužile vedeževalke. Medved, ki ga vodi ciganka, je zelo priljubljen lik. Oblečene so čim bolj pisano in z nakitom.
Sodnija sodi lopovu in »nepridipravom«, to je obiskovalcem, jim zaračunava odkup iz zapora. Sodnik je oblečen v črno pregrinjalo, obvezno nosijo očala. V sprevodu peljejo klonjo, to je leseno kletko oz. zapor, kamor zapirajo »lopove«, po navadi pa je zapor narejen v gozdu. Če je veliko nastopajočih, sta dve skupini sodnikov. 
Policaji, žandarji, stražarji, detektivi pazijo bor, snejo, popa, voz, lovijo tatove. Policaji morajo biti mladi, pa močni, da lejko letajo, morajo se paziti, da še njega ne okradnejo. Tudi do trideset jih je na borovem gostüvanju, oblečeni so v stare vojaške ali gasilske uniforme. Imajo lesene puške ali sablje, nekateri imajo bikovnice, pletene šibe.
Ponvar ali drotaš krpa lonce in je oblečen v vsakdanjo, raztrgano kmečko nošnjo. V Moščancih sta bila leta 1969 dva in sta kričala: »Staro popravimo, novo zapravimo!«
Lopov ima po navadi spredaj ali zadaj napis »lopov«, oblečen je v vsakdanjo raztrgano kmečko nošnjo, je poklicni tat, to je nenehno se giblje med obiskovalci in nastopajočimi in krade rekvizite. Na koncu zahteva plačilo. Na vsako borovo gostüvanje pa pridejo še možje ali fantje, fakini iz sosednjih vasi, ki poskušajo ukrasti snejo, voz, in odlomiti boru vrijek, kradejo vse, kar se da. »Lopovi« iz sosednjih vasi so lahko tudi ženske. Seveda je krala ženska, če je bila sposobna, ka je bejžala!
Vile so oblečene v belo, na glavi imajo belo papirnato rožo, v rokah ponekod nosijo košarice s papirnatimi rožami, v gozdu pomagajo okrasiti bor. Vile hodijo z lovcema in harmonikašem po gozdu in prepevajo, služijo tako, da se postavijo okoli obiskovalca in mu zapojejo, za kar le-ta plača. K vilam gredo tiste ženske ali dekleta, ki lepo pojejo. Vile so novejši lik borovega gostüvanja in imajo nalogo paziti snejo v gozdu.
Vrag je oblečen v temno oblačilo, prelepljeno s perjem. Na licu ima masko iz blaga, kravje rogove in dolg rdeč jezik. Pogosteje ga vidimo s plastično masko. V rokah nosi lesene vile, pa te v rit pikal, ka si se ga mogal bojati ali verigo, lanec. Po navadi sta dva, tudi samo eden ali trije in imajo nalogo, da čuvajo snejo, predvsem pa v gozdu borov vrijek, na katerega se po padcu tudi vržejo. Vrag ni služil.
Fašenek je zelo podoben pozvačinu, vendar za razliko od njega ima pokrit, zakrit obraz in narobe obrnjen ovčji plašč ali ovčji kožuh. Zaradi podobnosti s pozvačinom ga zelo pogosto zamenjujejo z njim. Pozvačin je okoli odo in plodo ženske ali jih tiral. Kaput obrnjeni je mel, špičasti klobuk, pa plastično masko je imel na obrazu. Ni reden lik na borovih gostüvanjih. V rokah so nosili sekiro z ježevko ali žico, pa ti pod janke pikal, so ženske pa dekle svilile kak ne ven ka! Fašenkov je bilo več, nekateri so meli gor štrumflo, ništerni so bili ven namazani, pa s prediva si je brke ali obrvi naredo.
Pri obrtnikih oz. likih, ki so se pojavili kasneje (medicina, policaji, novejši poklici, poštar) je nošnja tistega časa oz. časa, v katerem so prisotni in delujoči v vsakdanjem življenju.
Ostali, manj pogosti liki starejših in novejših borovih gostüvanj so še: jezdeci na konjih, teta iz Amerike ali dama iz Pariza, tudi manekenke, žirafa, baba z dedom, gambela ali rüsa, predilja, terilja, nune, palčki, koudiši (siromaki s culo), detektivi, smrt, pek, mesar, mali ritar, slikar, čevljar, bolhač.

#### Ostale aktivne osebe
To so osebe, ki so v borovem gostüvanju kot turistične prireditve nepogrešljivi. Voditelj z mikrofonom, ki povezuje celoten program, usmerja in razlaga obiskovalcem namen prireditve. Delilke peciva so ženske, ki zastonj delijo pecivo po gozdu. Redarstvo je v zadnjem času, ko prihaja do namernega uničevanja na borovih gostüvanjih pomembno, saj nadzoruje in preprečuje materialne poškodbe. Za zabavni del, veselico pa poskrbi ansambel. Vsi so oblečeni »pustno«, razen redarjev.
Pop ima, kar se tiče govorov, najpomembnejšo vlogo. Največ govori prav on. Začne že pred gasilskim domom, nadaljuje v gozdu in konča pred gasilskim domom. Prav tako imajo govore, vendar vsekakor manj kot pop tudi pozvačini, to je vabovci, ki vabijo na borovo gostüvanje, staršina pri igranem delu pred gasilskim domom, mati, oče, sneja ali mladoženec, prav tako pred vstopom v gozd odgovarjajo na vnaprej pripravljena vprašanja gozdarjev. Prvotna besedila Franca Bükviča so se spreminjala, saj so ostali pisci besedil hodili po ideje na borova gostüvanja v sosednje vasi in jih nato napisali in priredili za potrebe in situacije domače vasi.
Borovo gostüvanje je prireditev in običaj. Čeprav izgublja na prvotnem pomenu, to je smešenja vseh neporočenih in s tem posledično vlečenja (op. označila avtorica) bora, je potrebno opozoriti na nekatere stvari, ki lahko dajo prireditvi »etnografsko« veljavo. Pomemben je koncept prireditve, predvsem igranega dela, kjer je obiskovalcu dano videti in razumeti pomen borovega gostüvanja. Mora biti jasno določena vloga posameznih likov in jasno določena vloga bora ali smreke. Obiskovalca in gledalca prireditev ne sme puščati v dvomih in vprašanjih, ampak mu mora biti jasen pomen borovega gostüvanja. Zakaj se vleče bor, mora vodja prireditve tudi povedati obiskovalcem. Stari pustni liki izginjajo, prihajajo pa novodobni liki. Njegova pojavnost mora biti jasna in z razlogom (npr. služenje denarja), ne samo zato, ker je ljudem všeč.
Razlike pa ostajajo. Borova gostüvanja se med seboj razlikujejo v: številu nastopajočih, ponekod snejo zaradi varnosti pred krajo skrijejo med vile ali posvalbice in nastopi svojo vlogo šele proti koncu prireditve, ponekod se bor licitira, prisotnost različnih sodobnejših likov, mladoženec in sneja se peljeta na boru ali se pelje samo eden, različna vsebina fararjevih besedil, okraševanje bora ... V slovenskem Porabju zbirajo prostovoljne prispevke za nakup drevesa. Porabski Slovenci vlečejo smreko in posekajo pred borovim gostüvanjem in jo čez noč stražijo, da ne bi možje iz sosednjih vasi oklestili vrha. Drevo tudi okrasijo.
Danes je borovo gostüvanje bolj prireditev kot običaj. »Ko ljudje ne verjamejo v to, kar delajo, govorijo pri raznih šegah, potem to postane navada. Ko pa vse to samo zato delajo, da bi s tem sebe in druge ljudi razveselili, je to prireditev.« Predvsem ni več pomembno sramotenje neporočenih – tega tudi več ne moremo pričakovati, ker so se spremenile družbene vrednote glede neporočenih – lažna poroka z borom postaja turistična prireditev, s pomočjo močnega oglaševanja prireditev za obiskovalce izven Prekmurja. Glavni namen je bil in ostaja zbiranje denarja za potrebe vaške skupnosti oz. njene infrastrukture (šolske, gasilske, kulturne, cerkvene) in si na ta način pomaga sama do zaslužka.
Ostajajo tri velike vrednote in posebnosti borovega gostüvanja: igrana, govorjena in brana besedila so v prekmurskem narečju; borovo gostüvanje je odločitev vaške skupnosti in jo tudi vaška skupnost organizira, brez pomoči od zunaj; prireditev/šega se odvija v vasi, v Prekmurju. Borovo gostüvanje se mora dogajati v naravi, to je živ pojav, ne pa na asfaltu! Potrebno je vztrajati na tem, da bodo turisti/obiskovalci prihajali na kraj prireditve in ne obratno. Če bodo organizatorji in nastopajoči redno začeli izven vasi prikazovati borovo gostüvanje, se kmalu lahko zgodi, da bo borovo gostüvanje postalo samo ena izmed mnogih slovenskih turističnih prireditev.

## Borova gostüvanja v Prekmurju
(Podatki niso povsem točni, možne so pomanjkljivosti!)
- Andovci: 1904, 1998
- Andrejci: 1955, 1983
- Beltinci: 1945
- Beznovci: 1924, 1947, 1958, 1971, 1979
- Bokrači: 1938 skupaj z Dolino
- Brezovci: 1954
- Bodonci: 1981, 1989 (po novem zapisu tudi: 1958 in 1968 leta),2011
- Borejci: 1954
- Cankova: 1929, 1937, 1955, 1970
- Čepinci: 1977, 2005
- Černelavci: 1930, 1953
- Dolenci: 1929
- Dolina: 1938 skupaj z Bokrači, 1956
- Dolnji Slaveči: 1881 (?!), 1988
- Domajinci: 1x pred 2.sv. vojno in 1x po 2. sv. vojni
- Domanjševci: 1960
- Fokovci: 1934, 1952, 1969, 1976
- Gederovci: 1936
- Gerlinci: 1952, 1974, 1991
- Gorica: 1956, 1966, 1988
- Gornji Črnci: imeli Romi pred 2. sv. vojno
- Gornji Petrovci: 1961
- Gornji Senik: 1973, 2014[3]
- Gornji Slaveči: 1923, 1959, 1972, 1986
- Grad: 1957, 1992
- Ižakovci: 1946
- Korovci: 1952, 1953, 1955, 1969
- Kovačevci: 1939
- Krajna: 1936, 1952
- Križevci: 1958, 2002, 2017
- Krog: 1969
- Kruplivnik: 2002
- Kukeč: 1936, 1955 (ali 1956?)
- Kuštanovci: 1957
- Lemerje: 1955
- Lončarovci: 1956, 1973
- Lucova: 1954
- Mačkovci: 1935
- Markišavci: 1930, 1940, 1955
- Markovci: 1936
- Martjanci: 1924, 1927, 1935, 1935
- Moravske Toplice: 1936, 1958, 1968 (?), 1977
- Moščanci: okrog 1935, 1956, 1969
- Motovilci: 1961
- Neradnovci: 1974, 1984
- Nuskova: 1990
- Odranci: 1985
- Otovci: 1945, 1986
- Petanjci: 1957
- Poznanovci: 1963, 1985
- Predanovci: 1929, 1956, 1961, 1970, 2002 in leta 1962 in 1976 v skrčeni obliki na ptujskem karnevalu
- Puconci: 1921, 1925, 1953
- Puževci: 1938, 1953, 1955, 1995
- Radovci: 1961, 1984, 2000
- Rogašovci: 1941, 1954
- Satahovci: 1 krat pred 1978 (?), 1978
- Selo: 1940, 1941, 1970
- Sotina: 1953
- Skakovci: 1932
- Središče, Moravske Toplice: dvakrat pred letom 1976, 1976
- Stanjevci: 1955, 1987, 1994
- Strukovci: 1973, 1993
- Šalamenci: 1931, 1952 (v skrčeni obliki tudi v Murski Soboti)), 1957, 1971, 1994, 1996 in 2003 sodelovanje na borovem gostüvanju v Monoštru in Slovenski vasi na Madžarskem, 2004 (v skrčeni obliki tudi v Murski Soboti)
- Šalovci: 1964
- Šulinci: 1932, 1956, 1966, 1971, 2003
- Tišina: 1997 (kot osnovnošolska prireditev v okviru raziskovalne naloge!)
- Topolovci: 1959
- Trdkova: 1965, 1985
- Trnje, Črenšovci: 1977
- Tropovci: 1936
- Vanča vas: 1954
- Vaneča: 1954
- Vadarci: 1984
- Večeslavci: 1958
- Verica-Ritkarovci: 2016
- Vidonci: 1987
- Vučja Gomila: 1943, 1984, 2008
- Zenkovci: 1928, 1955
- Ženavlje: 1955

Od leta 1921 do 2008 je bilo zabeleženih okrog 141 borovih gostüvanj v Prekmurju, deset borovih gostüvanj je bilo leta 1955. 1975. leta je bila v Vestniku tožba, ker ni bilo nobenega borovega gostüvanja. Vest kaže na to, da so bile tovrstne prireditve zelo priljubljene.

### Borovo gostüvanje v Križevcih
Ko govorimo o borovem gostüvanju, govorimo o prekmurskem borovem gostüvanju, ker je v Sloveniji ta običaj doma le v tej pokrajini, oz. le v dveh delih pokrajine, to je na Ravenskem in Goričkem. Običaj sega čez državno mejo, se nadaljuje skoraj v povsem isti inačici v vaseh Porabja vse do Monoštra. Na severu se razprostira na Gradiščansko in naprej na avstrijsko Štajersko.
Zgodovina borovega gostüvanja sega v leto 1921, ko je bil ta običaj prvič prikazan v vasici Puconci, kjer je vlogo«popa« odigral Franc Bükvič. Podoben običaj je kot fant videl oz. bil je navzoč pri vlačenju ploha v avstrijskem mestu Halbenrain. Običaj je nekoliko spremenjen prenesel v naš prostor ter ga po svoje poimenoval » borovo gostüvanje «. Ime je dal po tem, ker se ženin poroči z borom, vendar namesto bora govori » sneja «.
Običaj so pripravljali v času pusta, ker so tudi prave poroke bile nekoč v tem času. Borovo gostüvanje se je začelo vedno zjutraj na mali ali veliki fašenek ali » fajnšček « ( pust ), končalo pa se je pozno v noč. Do polnoči je moralo biti vsega konec, ker je takrat začel štiridesetdnevni post – do velike noči.
Dognanja, zakaj je ta običaj bil in je še le v tako omejenem delu Prekmurja, so pokazala, da so bili vzroki ekonomski, geografski in socialni. V večjih vaseh se je le redko primerilo, da se ne bi v predpustnem pomladnem času , ki je bil na kmetih določen za ženitev, nihče poročil. Drugi vzrok je bil velikost družine. Te so bile najmanjše v protestantskih vaseh na Goričkem. In če pri hiši ni bilo otrok, se je v teh vaseh pogosteje zgodilo, da ob pustu ni bilo poroke, zato so imeli borovo gostüvanje. Da se borovo gostüvanje ni moglo uveljaviti v katoliških vaseh, je bil vzrok tudi ta, da so katoliški duhovniki nasprotovali običaju z utemeljitvijo da se  »profanira »  z zakramenti zakona in da se preveč norčuje iz verskih obredov.
Na prekmurskih tleh danes ta običaj ni izumrl, saj ga ponekod še pripravijo, čeprav redkeje. Ohranil je svojo prvotno obliko, tudi staro prekmursko narečje, vendar se s časom spreminja in dobiva sodobnejšo obliko.

### Od ideje do Borovega gostüvanja v Križevcih
Po 31 letih se je v vasi Križevci porodila ideja za prikaz običaja borovo gostüvanje. Glavni pobudniki in organizatorji so bili člani upravnega odbora Prostovoljnega gasilskega društva Križevci. Že pred novim letom so se člani upravnega odbora podali v vasi od hiše do hiše z namenom povprašati ljudi, ali so pripravljeni sodelovati v pripravi in izvedbi borovega gostüvanja. Idejo je večina vaščanov podprla in stekle so temeljite priprave.
Prvo srečanje vseh vaščanov je bilo 16.12.2001. Predstavniki PGD so seznanili vaščane s potekom priprav. Že na prvem skupnem srečanju so se oblikovale skupine za obhod vasi. Potrebno je bilo obiskati vsako gospodinjstvo v 18 vaseh, skupno 750 hišnih številk. Zvači so obiskali naslednje vasi: Adrijanci, Boreča, Domanjševci, Gornji Petrovci, Košarovci, Kukeč, Kuštanovci, Kančevci, Lončarovci, Lucova, Martinje, Neradnovci, Panovci, Peskovci, Stanjevci, Šalovci, Šulinci, Ženavlje.
Do dneva izvedbe običaja so potekale številne aktivnosti pri iskanju sponzorjev, pridobivala so se določena pisna dovoljenja in soglasja ter druga dokumentacija. Pripravljala so se vabila in plakati, potekali so pogovori glede oglaševanja in sodelovanja medijev na prireditvi. Pripravljal se je teren v gozdu in tekle so priprave v gasilskem domu. Vsak izmed nas je opravil večje ali manjše, bolj ali manj zahtevne naloge, katere je težko opisati in ve zanje samo vsak izmed nas.
Do trenutka osrednje prireditve so se večkrat sestajale ožje skupine za dogovarjanje o sprotnih aktivnostih. Vsebinsko so usklajevali svoje naloge,dogovarjali so se za nabavo ali izdelavo kostumov, pripravljalo se je besedilo, ki je vsebinsko zaznamovalo borovo gostüvanje, urejalo se je določene tehnične zadeva ipd.
Intenzivne priprave so potekale teden dni pred borovim gostüvanjem ( v gozdu in gasilskem domu ). Dan pred borovim gostüvanjem smo se ponovno vsi zbrali. Ženske so zbirale kruh in pecivo, katero je bilo pripravljeno skoraj v slehernem gospodinjstvu. V veselem pričakovanju je potekala še zadnja » generalka « pred velikim dogodkom. Ob pesmi in veselem razpoloženju smo se razšli v upanju, da se naslednji dan res vsi zberemo in operemo sramoto, ki je doletela vas v tem pustnem času.
Sama prireditev se je začela 03.02.2002 ob 7.45 uri pred gasilskim domom v Križevcih z nagovorom turbaša. Turbaš je glavni povezovalec programa. Vso svatovščino vodi v gozd po nevesto. Po nagovoru turbaša sledi skupinsko fotografiranje.
Čarovnice zakurijo ogenj, dimnikarja počistita dimnik. Gozdarji,lovci in vile odidejo v gozd. Ostali udeleženci se formirajo v povorko. Povorko vodi turbaš. Drüžbani in posvadbice vlečejo voz, ob njem hodi mladoženec, starši, starešine, policaji in ostale maske.
Vmes na eni izmed hiš dimnikar ponovno čisti dimnik.
Na križišču pri cerkvi povorka naleti na prvo oviro. Merarji in turbaš se pogajajo, katera je prava pot v gozd. Ko se zmenijo, se povorka počasi pomika na kraj dogajanja na Majico. Geometri še naprej merijo, gledajo zemljevide in se » čednijo », ali je pot prava. Nenadoma se povorka ustavi, ker » Dadi ta apadne  ». Prva pomoč že drvi. Na začetku vsi mislimo , » ka je dadi ta vesno «, ampak zdravniki so pravi in ga spravijo k sebi. Kamermani slikajo in snemajo z vseh strani.
Ob 10.00 povorka pride do gozda. Gozdarji so zaprli cesto v gozd, vile prepevajo. Ker se imajo gozdarji, lovci in logar za gospodarje gozda, jih ne pustijo naprej.
Svadba mora odgovoriti na tri vprašanja, preden sme stopiti v gozd, in sicer:
- Katerega psa se zajec bolj boji – belega ali črnega?
- Koliko parov nog ima zajec?
- Na katero stran pade zajec ko je ustreljen?

Svadba uspešno odgovori na vprašanja in se tako sme pomikati naprej v gozd.
Ciganska družina jih pričaka s pesmijo. Ponudijo jim jedačo in pijačo.
Vesela svadba nadaljuje pot v gozd. Ko pride do mesta dogajanja, sledi nagovor turbaša.
Zaradi varnosti stoji ožja svadba vedno skupaj. Da se ne bi kar koli zgodilo, za to skrbijo posebej izurjeni policaji.
Ostale maske se razkropijo po gozdu. Delajo usluge, zabavajo, pojejo in plešejo.
Sodnijo sestavljajo sodniki in fiškališi. Obsojajo tatove, ki kradejo na gostüvanju in sodijo po borovem zakonu na denarne kazni ali pa na borov zapor.
Borov Pop in Far sta najpomembnejši osebi v tem običaju. Gre za vaškega duhoviteža, ki svoj govor sestavi z rimo in na šaljiv način obere vso vas. IDUK spremlja popa in fararja.
- Foringaš vozi popa in fararja.
- Vragovi čuvajo popa in fararja, ob poseku pa tudi vrh bora.
- Vile v gozdu plešejo okrog drevesa in pojejo obredne ženitvovanjske pesmi.
- Lovci hodijo po gozdu skupaj z vilami.
- Logar išče primeren bor za sekanje.
- Drvar seka bor.
- Merarji so opremljeni z raznimi merilnimi aparati, s katerimi merijo in kažejo pot do gozda in do bora.
- Ciganice prerokujejo, iščejo očete za svojo deco.

Na borovem gostüvanju so še:
ciganska deca, ciganica z medvedom, mali medved, doktori, lopov, dade, boci »mate pa ne date«, rešetar, pütar, dimnikar,čarovnice, pucanje bočkorof, forograf, poštaš, slikarka, frizerke, smrt in policaji.
Med dogajanjem čarovnice zakurijo ogenj.
Sledi intenzivno iskanje bora. Vile in policaji pripeljejo snejo k mladožencu. Mladoženec se začne pritoževati, da ne bo imel bora. Bor se ponudi sneji, tudi ona ga noče imeti.
Preden logarji najdejo bor in drvarja začneta sekati bor jim gospodinja prinese jedačo in pijačo. S tako zahtevno in težko delo se je potrebno okrepčati. Ko se okrepčajo, začneta drvarja sekati bor. Vsa svadba se zbere okrog bora, policaji so v pripravljenosti. Okoli bora je velika gneča. Vsi želijo videti » vrejek ». » Vrejek » je najbolj zanimiv za obiskovalce, kateri imajo namen, da ga ukradejo. Če bi se to zgodilo, bi to pomenilo veliko sramoto za vas in za vse vaščane.
Ko bor pade na tla, vsa svadba in maske skupaj s policijo branijo » vrejek «. Na » vrejek « prvi pade vrag z vragico. Turbaš kriči: »Vrejek je naš«.
Ko so nekateri predrzni obiskovalci videli, da » vrejka « niso mogli prelomiti in ukrasti, so bežali k » kolam «. Po močnem prerivanju so močni in spretni policisti ubranili tudi »kola«. Ko so videli, da ne uspejo, so odšli na »špricer«.
Bor naložijo na »kola«.
V gozdu sledi prvo ozavanje fararja in popa, med potjo do gasilskega doma drugo ozavanje in pred prihodom na cilj tretje ozavanje pred zdavanjem. V celotnem ceremonialu sledi zagovor pojbov in deklin, zdavanje in nagovor starešine.

### Zaključne misli
Po obsežnih večtedenskih pripravah skoraj slehernega vaščana , lahko zadovoljno rečemo, da smo uspeli prikazati običaj, ki je redek in v slovenskem prostoru skoraj nima enakega. Da vzbuja živo zanimanje, je pokazal prihod številnih obiskovalcev, tudi iz krajev, ki so bolj oddaljeni od Križevec.
Mladim generacijam in, za osvežitev spomina, starejšim generacijam smo prikazali šaljiv pustni ceremonial, ki nam bo še dolgo ostal v spominu.
Izkupiček 3.200.000,00 SIT je nagrada vsem, ki so kakorkoli pomagali pri izvedbi prireditve – PGD Križevci, vaščani vasi Križevci, sponzorji.Sredstva bodo namensko porabljena za gradnjo garaže za potrebe gasilskega društva.
Upamo, da ta pustni običaj ne bo utonil v pozabo in da se bo v izvirni podobi prenašal na bodoče rodove .
Zapisala: Brigita Hari

### Borovo gostüvanje v Šulincih
V Šulincih smo letos pripravili borovo gostüvanje 2. marca 2003 in to je bilo že peto po vrsti: prvo je bilo leta 1932, drugo 1956, tretje 1966, četrto 1972 in čez 32 leti ponovno 2004 leta. Ideja za to prireditev je bila prisotna že dalj časa, natanko dve leti, prvo pobudo je dala pred dvema letoma Barber Cecilija, predvsem z namenom, da ta edinstveni običaj našega kraja ne bi izumrl, oziroma bil pozabljen, kajti zadnje borovo gostüvanje je bilo v naši vasi pripravljeno leta 1972 in bilo se je upravičeno bati, da mlajše generacije ne bi znale točnega poteka kako tradicionalno pripraviti ta gorički običaj.
Do resnega pogovarjanja med vaščani je prišlo letos takoj po novem letu in naši vaščani so bili navdušeni nad idejo. Začeli so se sestanki. V samo organizacijo so bili povabljeni vsi v vasi živeči prebivalci in tudi bivši vaščani naše vasi, ki so se odselili iz naše vasi, si ustvarili družine izven vasi in res so nam vsi s celimi družinami priskočili na pomoč in nam pomagali čim boljše izvesti prikaz običaja.
Predpriprave, zvanje po vaseh, so se začele že meseca januarja. Do drugega meseca je bilo vse nared za prikaz in izvedbo borovega gostüvanja. Prireditev je po mnenju obiskovalcev bila dobro pripravljena in tudi po običaju izpeljana. Da bi bilo res po starem običaju, smo za pomoč in informacijo poiskali najstarejše, ki se še takih dogodkov spominjajo.
Vsem, ki ste nam pomagali, predvsem pa vsem iz drugih vasi, ki ste nam priskočili na pomoč, se iskreno zahvaljujemo, seveda se zahvaljujemo vsem obiskovalcem in vsem, ki ste prijazno sprejeli naše zvače, hvala tudi sosednjim občinam, da so dovolile našim zvačem obiskati gospodinjstva v njihovih vaseh, skratka hvala vsem in vsakemu posebej, ki je kakorkoli pripomogel izvesti naš edinstveni običaj.
Vladimir Hozjan